# Tyô-ga-take
Tyô-ga-take (japanisch 蝶が岳 ‚Schmetterlingsberg‘) ist ein 2072 m hoher Berg im ostantarktischen Königin-Maud-Land. Er ragt als nordwestlicher Gipfel des Mount Eyskens im Zentrum des Königin-Fabiola-Gebirges auf.
Japanische Wissenschaftler nahmen 1960 seine Vermessung und die Benennung vor.